# Gold (Cat-Stevens-Album)
Gold ist das vierte Kompilationsalbum des Sängers und Songwriters Cat Stevens.

## Geschichte
Das Kompilationsalbum Gold von Cat Stevens (heute Yusuf) erschien im November 2005 und ist abgesehen von der Kompilationsbox On the Road to Find Out (Box Set) das bis 2005 umfassendste Sammelalbum von Cat Stevens.
Die Doppel-CD ist chronologisch aufgebaut und endet mit Indian Ocean, einer Neukomposition von Yusuf Islam, die anlässlich der Tsunami-Katastrophe im Dezember 2004 im darauffolgenden Jahr als Downloadsingle erhältlich war.
Der CD lag ein 24-seitiges Begleitheft mit Informationen zu allen veröffentlichten Alben von Cat Stevens und Titeln des Doppelalbums bei; der Künstler war an der Gestaltung des Konzepts dieser Veröffentlichung beteiligt. Unter dem Titel Gold wurde eine Serie von CD-Wiederveröffentlichungen (Best Of/Greatest Hits) von Künstlern des Plattenlabels herausgegeben.

## Trackliste
Alle Songs (außer anders erwähnt) wurden von Cat Stevens geschrieben.
CD 1
1. Matthew and Son – 2:46
2. Here Comes My Baby – 2:55
3. The First Cut Is The Deepest – 3:02
4. Lady D'Arbanville – 3:43
5. Trouble – 2:47
6. Where Do the Children Play? – 3:53
7. Hard Headed Woman – 3:49
8. Wild World – 3:20
9. Sad Lisa – 3:43
10. Father and Son – 3:41
11. Don’t Be Shy – 2:52
12. If You Want to Sing Out, Sing Out – 2:46
13. The Wind – 1:42
14. Moonshadow – 2:50
15. Morning Has Broken (Farjeon/Stevens) – 3:19
16. Bitterblue – 3:12
17. Peace Train – 4:11

CD 2
1. Sitting – 3:13
2. Silent Sunlight – 3:02
3. Angelsea – 4:29
4. Can’t Keep It In – 3:00
5. 18th Avenue (Kansas City Nightmare) – 4:19
6. The Hurt – 4:19
7. Foreigner Suite (Vollständige Version) – 18:17
8. Oh Very Young – 2:37
9. King Of Trees – 5:08
10. Another Saturday Night (Sam Cooke) – 2:31
11. Drywood – 4:56
12. (Remember The Days Of The) Old Schoolyard – 2:45
13. (I Never Wanted) To Be A Star – 3:02
14. Last Love Song – 3:25
15. Indian Ocean (New Recording) – 6:00